# Catharina van Mecklenburg

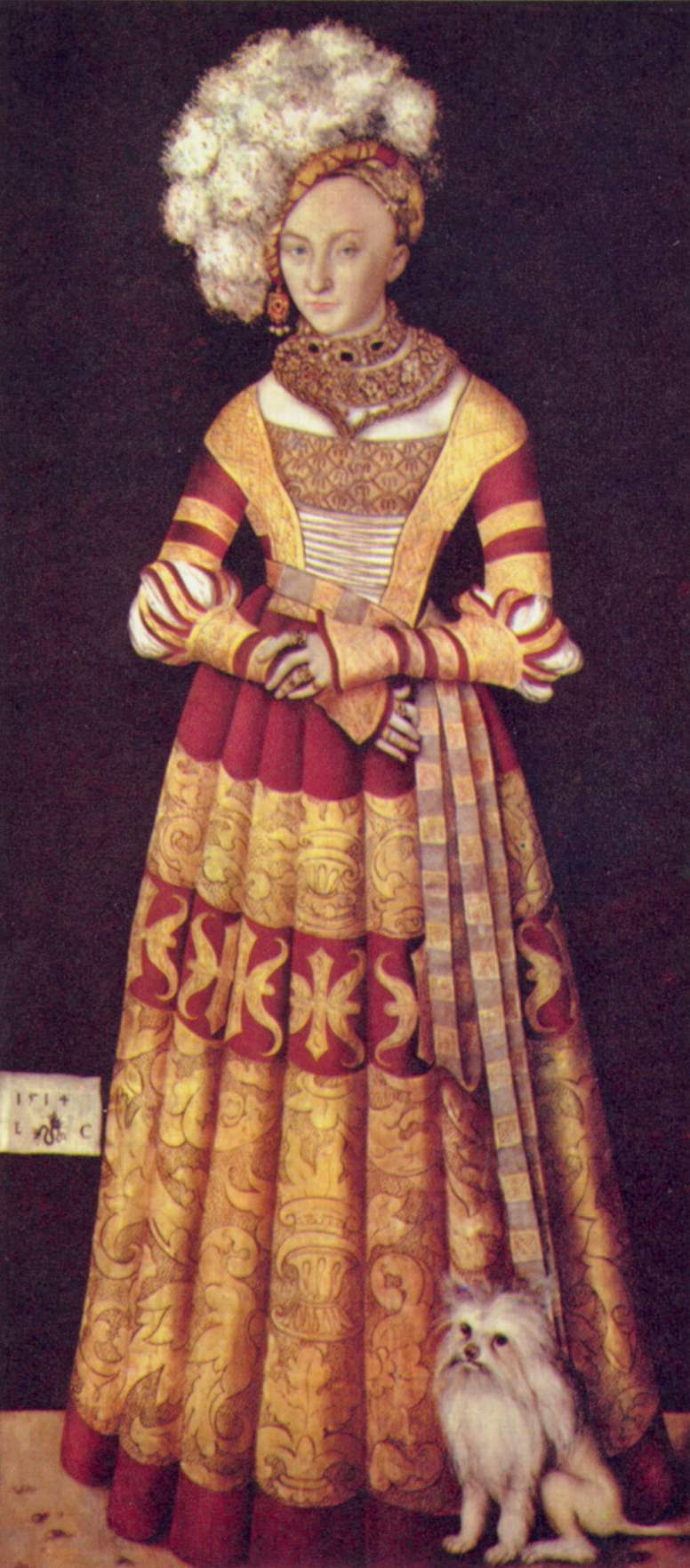
Catharina van Mecklenburg, Portret van Lucas Cranach de Oude

Catharina van Mecklenburg (1 januari 1487 - Freiberg of Torgau, 6 juni 1561), was hertogin van Saksen. Zij was een dochter van hertog Magnus II van Mecklenburg-Güstrow en Sophie van Pommeren-Wolgast.
Op 6 juli 1512 trouwde ze in Freiberg met Hendrik de Vrome, die later hertog van Saksen werd. Uit het huwelijk werden zes kinderen geboren:
- Sybille van Saksen (Freiberg, 2 mei 1515 - Buxtehude, 18 juli 1592), gehuwd met hertog Frans I van Saksen-Lauenburg (1510-1581)
- Emilia (Freiberg, 27 juli 1516 - Ansbach, 9 maart 1591), gehuwd met markgraaf George van Brandenburg-Ansbach (1484-1543)
- Sidonia (Meißen, 8 maart 1518 - Weißenfels (in het klooster), 4 januari 1575), gehuwd met hertog Erik II van Brunswijk-Calenberg-Göttingen (1528-1584)
- Maurits (Freiberg, 21 maart 1521 - Sievershausen, 11 juli 1553), gehuwd met Agnes van Hessen
- Severin (Freiberg, 28 augustus 1522 - Innsbruck, 10 oktober 1533)
- August (Freiberg, 31 juli 1526 - Dresden, 11 februari 1586), gehuwd met Anna van Denemarken (1532-1585)